# برلمان تركيا الأول

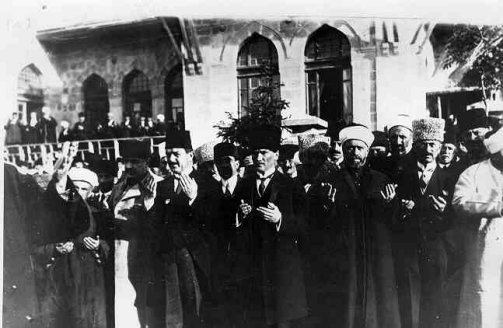

كان أول برلمان تركي موجود في الفترة من 23 أبريل 1920 إلى 11 أغسطس 1923. كان هذا البرلمان موجودًا قبل إعلان جمهورية تركيا.

## الخلفية
كان برلمان الدولة العثمانية كان في القسطنطينية (إسطنبول الحالية). ولكن بعد الحرب العالمية الأولى، احتلت القسطنطينية من قبل حلفاء الحرب العالمية الأولى (المملكة المتحدة وفرنسا وإيطاليا). كان السلطان العثماني لا يزال يعيش في قصره. ولكن في 16 مارس 1920، تم إلغاء البرلمان من قبل الحلفاء. قُبض على بعض النواب وطُردوا لاحقًا إلى مالطا.

## برلمان أنقرة
دعا القوميون في الأناضول إلى برلمان آخر في أنغورا (أنقرة الحالية)، التي لم تخضع لاحتلال الحلفاء. في هذا البرلمان تم دعوة جميع النواب السابقين العثمانيين. قَبِل معظم النواب، الذين كانوا محظوظين بما يكفي لعدم القبض عليهم، الدعوة وجاءوا إلى أنغورا. كان هناك أيضًا نواب جدد انتخبوا في 66 مقاطعة. ولكن بسبب ضيق الوقت وحقيقة أن معظم البلاد كانت تحت سيطرة الحلفاء، تم انتخابهم من قبل أعضاء الحركة التركية الوطنية بدلًا من التصويت العام. (انظر مؤتمر سيواس) كانت أنقرة مدينة صغيرة بدون وسائل الراحة لحياة مريحة. بدأ النواب يعيشون في منازل مواطنين بأنقرة أو حتى في المهاجع. حتى أن مبنى البرلمان كان مبنى غير مريح، حيث تم بناؤه قبل عام 1920 بفترة قصيرة كمبنى مكتب فرعي لجمعية الاتحاد والترقي. كان مصطفى كمال باشا، (سمي فيما بعد أتاتورك)، زعيم القوميين يخدم في مبنى محطة القطار. (لكنه انتقل إلى منزل في حي كانكايا، والذي أصبح فيما بعد قصر الرؤساء الأتراك)

## المدة البرلمانية
افتتح البرلمان في 23 أبريل 1920. كان العدد الإجمالي للممثلين 422. (في وقت لاحق من عام 1922، مع إضافة النواب العثمانيين السابقين الذين تم تحريرهم في مالطا، زاد عدد الممثلين إلى 436.) 88 من هؤلاء كانوا نوابًا عثمانيين سابقين.
كان البرلمان برلمانًا قويًا. تم انتخاب أعضاء الحكومة من قبل البرلمان واحدًا تلو الآخر وتم تسمية الحكومة باسم لجنة الوزراء التنفيذيين ("İcra vekilleri heyeti"). وهكذا كان للبرلمان كل من السلطات التشريعية والتنفيذية. يقارن البروفيسور طارق ظافر تونيا هذا البرلمان بالمؤتمر الوطني الفرنسي في الأعوام 1792 و1795. كان مصطفى كمال باشا رئيسًا للبرلمان.
في 21 يناير 1921 صدق البرلمان على الدستور الذي سيكون ساري المفعول خلال حرب الاستقلال التركية.
خلال الهجوم اليوناني في الحرب، طلب البرلمان من مصطفى كمال باشا أن يكون قائد الجيش. لكن مصطفى كمال كان يخطط لتعبئة واسعة النطاق وقَبِل العرض بشرط أن يُسمح له بممارسة سلطة البرلمان لمدة ثلاثة أشهر. وفي 5 أغسطس 1921، أصبح مصطفى كمال باشا قائد الجيش.
بعد النصر، تسبب هذا التفويض في معارضة في البرلمان (انظر المجموعة الثانية).

## نهاية المدة
انتهت أول ولاية برلمانية في تركيا بالانتخابات العامة التي أجريت في 28 يونيو 1923 والتي تلت مباشرة توقيع معاهدة لوزان.

## قائمة رؤساء الوزراء الذين خدموا قبل الجمهورية
فيما يلي الحكومات (رؤساء وزراء المجلس التنفيذي) بعد عدة أيام من الحكومة المؤقتة،
| الحكومة         | رئيس الوزراء                         | التواريخ                      |
| --------------- | ------------------------------------ | ----------------------------- |
| الحكومة الأولى  | مصطفى كمال باشا (لاحقًا كمال أتاتورك) | 3 مايو 1920 - 24 يناير 1921   |
| الحكومة الثانية | فوزي باشا (فيما بعد فوزي جاكماق)     | 24 يناير 1921 - 19 مايو 1921  |
| الحكومة الثالثة | فوزي باشا (فيما بعد فوزي جاكماق)     | 19 مايو 1921 - 9 يوليو 1922   |
| الحكومة الرابعة | رؤوف بك (فيما بعد رؤوف أورباي)       | 12 يوليو 1922 - 4 أغسطس 1923  |
| الحكومة الخامسة | فتحي بك (فيما بعد فتحي أوكيار)       | 4 أغسطس 1923 - 27 أكتوبر 1923 |

(بعد إعلان الجمهورية أعيد ترقيم الحكومات ابتداءً من الحكومة التركية الأولى)
كانت الحكومات الثلاث الأولى في تركيا خلال هذه الفترة.